# Pluimoorkatmaki
De pluimoorkatmaki (Allocebus trichotis) is een nachtactief zoogdier uit de familie van de dwergmaki's (Cheirogaleidae). De wetenschappelijke naam van de soort werd voor het eerst geldig gepubliceerd door Albert Günther in 1875. Het is de enige vertegenwoordiger van het geslacht Allocebus en onderscheidt zich van dwergmaki's en katmaki's door zijn grootte en zijn behaarde oren. Lange tijd dacht men dat het dier was uitgestorven in Madagaskar.

## Uiterlijke kenmerken
Een volwassen pluimoorkatmaki heeft een totale lengte van 265 tot 355 millimeter. Dit is een kop-romplengte van 125 tot 160 millimeter en een staartlengte van 140 tot 195 millimeter. Hij heeft een gewicht tussen de 65 en 90 gram.
De kop en de bovenste delen van de vacht zijn donkergrijs met een rossige gloed. De lange staart is donkerder grijsbruin en eindigt in een pluim. De onderzijde varieert tussen lichtgrijs en bijna wit. Rond de ogen heeft de pluimoorkatmaki donkere ringen. Soms loopt een lichte streep over de neusbrug. De kleine oren zijn fors behaard en zitten deels verborgen in de vacht.
In het wild is de beweeglijke pluimoorkatmaki moeilijk te onderscheiden van de kleinere dwergmaki's en grotere katmaki's. De grootste uiterlijke verschillen zijn zijn grootte en zijn behaarde oren.

## Gedrag
De pluimoorkatmaki is een nachtdier en is actief van zonsondergang tot zonsopgang. Hij foerageert solitair of paarsgewijs en verplaatst zich daarbij voornamelijk horizontaal. Wanneer hij gealarmeerd wordt richt hij zich op op zijn achterpoten. Overdag slaapt de pluimoorkatmaki in groepen van twee tot zes individuen in boomholtes, voornamelijk in relatief grote bomen.
De pluimoorkatmaki voedt zich onder andere met jonge bladeren en kleine vruchten. Aangezien het een actief dier is met een relatief snel reactievermogen, is het aannemelijk dat hij op insecten jaagt en misschien wel in hun vlucht vangt. De vorm van de tanden en nagels doen vermoeden dat hij hars eet. Het dier heeft een zeer lange tong, die hij waarschijnlijk gebruikt om zich met nectar van bloemen te voeden.
Pluimoorkatmaki's worden in januari en februari geboren. In de warme periode tussen mei en oktober is de pluimoorkatmaki het actiefst en slaat vet op over heel zijn lichaam. In mei en juni is hij op zijn zwaarst en kan zo in de komende droge periode op vetreserves leven.

## Verspreiding
De soort is endemisch in Madagaskar en komt voor in het oosten van het eiland. Hier leeft hij in de laaglanden en in regenwouden tot een hoogte van 1600 meter boven zeeniveau. De pluimoorkatmaki is hier onder andere aangetroffen in de nationale parken Andasibe Mantadia, Mananara Nord, Marojejy, Masoala, Zahamena en in de reservaten Anjanaharibe-Sud en Marotandrano.

### Beschermingsstatus
De populatiegrootte van de pluimoorkatmaki is moeilijk te bepalen, daar hij makkelijk verward wordt met muismaki's. In de periode van 1999 tot 2014 is het aantal pluimoorkatmaki's vermoedelijk gedaald met meer dan 30%. Zijn leefgebied wordt bedreigd door zwerflandbouw (slash-and-burn) en illegale houtkap en gaat zowel in kwaliteit als in omvang sterk achteruit. De soort is derhalve als 'kwetsbaar' opgenomen op de Rode Lijst van de IUCN.

## Ontdekkingsgeschiedenis en taxonomie
De wetenschappelijke naam van de soort werd voor het eerst geldig gepubliceerd door Günther in 1875, op basis van een specimen die vanuit Madagaskar naar Europa was gestuurd. Günther beschreef de pluimoorkatmaki als een katmaki (Cheirogaleus trichotis). Later bleek dat het dier meer eigenschappen deelde met de muismaki's (Microcebus).
Lange tijd was de pluimoorkatmaki slechts bekend van vier museumexemplaren uit de 19e eeuw, waardoor men aannam dat de soort uitgestorven was. In 1964 ontving de Franse entomoloog André Peyriéras een pluimoorkatmaki van de lokale bevolking, maar zag het aan voor een dwergmuismaki (Microcebus murinus) met een sterk afwijkend uiterlijk. Toen het dier in gevangenschap stierf, conserveerde Peyriéras het op sterk water en stuurde het naar het Muséum national d'histoire naturelle in Parijs. Hier werd het dier als een pluimoorkatmaki herkend.
In 1967 plaatste de Franse primatoloog Jean-Jacques Petter en zijn vrouw Arlette Petter-Rousseaux de pluimoorkatmaki in een eigen monotypisch geslacht, Allocebus genaamd. De eerste pluimoorkatmaki in het wild werd in 1989 wetenschappelijk beschreven door de Duitse zoöloog Bernhard Meier. Sinds men het dier beter wist te onderscheiden van overige dwergmaki's neemt het aantal waarnemingen toe.